# Фиат 600 (2023)
 Тази статия е за модела субкомпактни кросоувъри.  За модела миниавтомобили от средата на XX век вижте Фиат 600.  
„Фиат 600“ (Fiat 600) е модел субкомпактни SUV автомобили (сегмент J/B) на италианската компания „Фиат“, произвеждан от 2023 година.
„Фиат 600“ е базиран на обща платформа с няколко други модела на групата „Стелантис“ - „Алфа Ромео Джуниър“, „Де Ес 3 Кросбек“, „Джип Авенджър“, „Опел Мока B“, „Пежо 2008 II“, „Ситроен C4 III“ и се произвежда в завода им в Тихи в Полша. Той наследява модела „Фиат 500X“.